# Liste der Kulturdenkmäler im Odenwaldkreis

Kommunen im Odenwaldkreis

Die Liste der Kulturdenkmäler im Odenwaldkreis enthält die Kulturdenkmäler im Odenwaldkreis. Rechtsgrundlage für den Denkmalschutz ist das Denkmalschutzgesetz in Hessen.
Sie lässt sich nach den kreisangehörigen Kommunen gliedern:
- Liste der Kulturdenkmäler in Bad König
- Liste der Kulturdenkmäler in Brensbach
- Liste der Kulturdenkmäler in Breuberg
- Liste der Kulturdenkmäler in Brombachtal
- Liste der Kulturdenkmäler in Erbach (Odenwald)
- Liste der Kulturdenkmäler in Fränkisch-Crumbach
- Liste der Kulturdenkmäler in Höchst im Odenwald
- Liste der Kulturdenkmäler in Lützelbach
- Liste der Kulturdenkmäler in Michelstadt
- Liste der Kulturdenkmäler in Mossautal
- Liste der Kulturdenkmäler in Oberzent
- Liste der Kulturdenkmäler in Reichelsheim (Odenwald)